# Карачуновка (Кривой Рог)
Карачуновка (Бутовское, Бутовского, Богдановка) — бывшее село к западу от исторического центра города Кривой Рог на правом берегу реки Ингулец.

## История
Основано, вероятно, в конце XVIII века.
Название происходит от фамилии основателя — ротмистра Карачунова. Также известны названия Богдановка и Бутовское, которые произошли от имени владельца села — Богдана Бутовского.
По состоянию на 1858 год поселение относилось к Александрийскому уезду Херсонской губернии и насчитывало 9 дворов и 61 жителя.
Было затоплено водами построенного Карачуновского водохранилища.
Возле Карачуновки находились Святокриницкие Криворожские минеральные источники.